# Jay Thomas (Basketballspieler)
Jay Lamar Thomas (* 9. Februar 1979) ist ein ehemaliger deutsch-amerikanischer Basketballspieler. Thomas spielte fünf Spielzeiten für den deutschen Erstligisten Walter Tigers Tübingen in der Basketball-Bundesliga. Der langjährige Kapitän der Mannschaft galt als Verteidigungsspezialist. Von 2011 bis 2016 spielte er für die BIS Baskets Speyer.

## Karriere
Thomas wuchs als Sohn eines US-amerikanischen Vaters und einer deutschen Mutter ab seinem dritten Lebensjahr in der Umgebung von Heidelberg auf. Nach zwei Jahren zwischen 1996 und 1998 an einer US-amerikanischen High School kehrte er drei Jahre später erneut in die Heimat seines Vaters zurück und studierte zwischen 2001 und 2004 an der Central Washington University in Ellensburg im Westküstenstaat. Dort spielte er für die Hochschulmannschaft Wildcats in der Division II der National Collegiate Athletic Association. Nach seiner Rückkehr aus den Vereinigten Staaten 2004 spielte er in der 2. Basketball-Bundesliga 2004/05 für den Zweitliga-Rückkehrer FC Bayern München, der jedoch nach einer Spielzeit erneut in die damals drittklassige Regionalliga abstieg. Thomas blieb bei dem Münchener Verein und in der Regionalliga Südost erreichte man 2006 überlegen die Meisterschaft, verzichtete aber aus wirtschaftlichen Gründen auf eine erneute Zweitliga-Rückkehr.
Daraufhin schloss sich Thomas 2006 dem Erstligisten Walter Tigers Tübingen an, wo er in der Folge als Ergänzungsspieler von der Bank kommend in durchschnittlich zehn Minuten pro Spiel eingesetzt wurde. Dabei sorgte er insbesondere für Impulse in der Defensive und galt wegen seiner doppelsprachigen Herkunft als wichtiger Ansprechpartner innerhalb der Mannschaft, weshalb er auch lange Zeit als Kapitän der Mannschaft fungierte. Die beste Saisonplatzierung erreichte man 2007 in Thomas erster Spielzeit mit den Tigers, als man mit ausgeglichener Saisonbilanz auf dem zehnten Platz nur knapp den Einzug in die Play-offs um die deutsche Meisterschaft verpasste. 2011 entschieden sich die Verantwortlichen der Walter Tigers, die Rolle von Thomas innerhalb der Mannschaft an einen jüngeren Spieler zu vergeben und verlängerten den Vertrag des Kapitäns nicht mehr. Thomas wechselte daraufhin zum ehemaligen Zweitligisten BIS Baskets Speyer, der in der mittlerweile viertklassigen Regionalliga Südwest spielte. In der Speyerer Mannschaft, die Nachwuchsspielern aus dem angeschlossenen Basketball-Internat erste Spielpraxis im Herrenbereich bietet, gehörte der ehemalige Profi Thomas zu den erfahreneren Spielern. 2013 stieg er mit Speyer in die 2. Bundesliga ProB auf. Thomas war bis 2016 Mitglied der Mannschaft.